# Champsodon pantolepis
Champsodon pantolepis és una espècie de peix marí pertanyent a la família dels campsodòntids i a l'ordre dels perciformes.

## Etimologia
Champsodon prové dels mots grecs champso (cocodril, depredador voraç) i odous (dents), mentre que pantolepis fa referència al seu cos recobert completament d'escates.

## Descripció
El cos, allargat, fa 12,8 cm de llargària màxima. 4-6 espines i 18-23 radis tous a les dues aletes dorsals i 16-21 radis tous a l'anal. 13 radis tous a les aletes pectorals i 1 espina i 5 radis tous a les pelvianes. Aleta caudal forcada. Primera aleta dorsal pàl·lida. Filera de 4 parells de papil·les sensorials entre les crestes òssies paral·leles presents a la superfície dorsal del musell. 4 papil·les sensorials disposades en semicercle entre els ulls. 2 línies laterals contínues. 11-14 branquiespines.

## Alimentació
El seu nivell tròfic és de 3,34.

## Hàbitat i distribució geogràfica
És un peix marí i batidemersal (entre 404 i 406 m de fondària), el qual viu a l'Índic sud-oriental i el Pacífic occidental: el talús continental del Japó, les illes Filipines, Indonèsia i Austràlia Occidental (des de la badia Shark fins a la ciutat de Dampier).

## Observacions
És inofensiu per als humans i el seu índex de vulnerabilitat és baix (10 de 100).